# Ameryka (województwo pomorskie)
Ameryka (dodatkowa nazwa w j. kaszub. Amerika) – kolonia w Polsce, w województwie pomorskim, w powiecie kartuskim, w gminie Sierakowice. Wchodzi w skład sołectwa Leszczynki.
Do 2023 miejscowość była częścią wsi Leszczynki.
W latach 1975–1998 Ameryka administracyjnie należała do województwa gdańskiego.